# Richardis von Merode
Richardis von Merode war Äbtissin im Stift Nottuln und Stift Metelen.

## Leben

### Herkunft und Familie
Richardis von Merode entstammte dem alten Adelsgeschlecht von Merode. Über ihre Eltern gibt es keine gesicherten Daten. Wahrscheinlich
war sie eine Tochter von Rikalt I. von Merode und Frenz und Margarete von Wezemaal.

### Werdegang und Wirken
Nach dem Tode der Äbtissin Lisa von Solms im Jahre 1409 schob der Konvent die Wahl einer Nachfolgern zunächst auf, um die Einkünfte des Klosters Nottuln zur Behebung von Notfällen einsetzen zu können. Fehden, Hungersnöte und die Pestepidemie nach 1350 hatten dem Wohlstand ein Ende bereitet. So war der Beschluss des Konvents zwingend.
Als Äbtissin ist Richardis in der Zeit von 1428 bis 1431 anhand der Dokumente nachweisbar. Sie verzichtete auf ihr Amt und ging in das Stift Metelen, wo sie von 1433 bis 1441 Äbtissin war.
Nach einigen Jahren Vakanz setzte Bischof Heinrich von Moers Agnes von Ahaus als ihre Nachfolgerin in Nottuln ein.